# Acquaviva delle Fonti
Acquaviva delle Fonti – miasto i gmina we Włoszech, w regionie Apulia, w prowincji Bari.
Według danych na styczeń 2009 gminę zamieszkiwało 21 168 osób przy gęstości zaludnienia 161,6 os./1 km².
W miejscowości znajduje się stacja kolejowa Acquaviva delle Fonti.